# WKG Heinkel Rostock
Die 	Wettkampfgemeinschaft der Betriebssportgemeinschaft Heinkel Rostock (kurz: WKG Heinkel Rostock) war ein deutscher Sportverein aus Rostock, der bis 1945 existierte. Der Club war neben Arado Warnemünde, TS Kameradschaft Rostock und der TSG Rostock der vierte Rostocker Fußballverein innerhalb der Gauliga Mecklenburg. 

## Verein
Die WKG Heinkel Rostock agierte als Betriebssportgemeinschaft der in Rostock ansässigen Ernst Heinkel Flugzeugwerke. Heinkel Rostock war im Deutschen Reich neben der WKG VW Stadt des KdF-Wagens eine der wenigen reinen Werksklubs, welche kurzzeitig höherklassig spielten.  
Mit der 1942 erfolgten Auflösung der Gauliga Nordmark und der Neubildung der Gauligen Schleswig-Holstein, Hamburg und Mecklenburg gelang Heinkel Rostock in der Spielzeit 1943/44 der Aufstieg in die Gauliga Mecklenburg. Die einzige Gauligaspielzeit schloss Heinkel Rostock chancenlos mit lediglich vier Saisonpunkten ab.
Im Anschluss wurde der Verein im Jahr 1944 kriegsbedingt vorzeitig vom Spielbetrieb zurückgezogen und aufgelöst. Eine Neugründung  wurde nach 1945 nicht vollzogen.

## Statistik
- Teilnahme Gauliga Mecklenburg: 1943/44
- Karl-Heinz Langhoff: Deutscher Meister im Hochsprung 1942 und 1943, Vizemeister 1941.